# Targeta gràfica

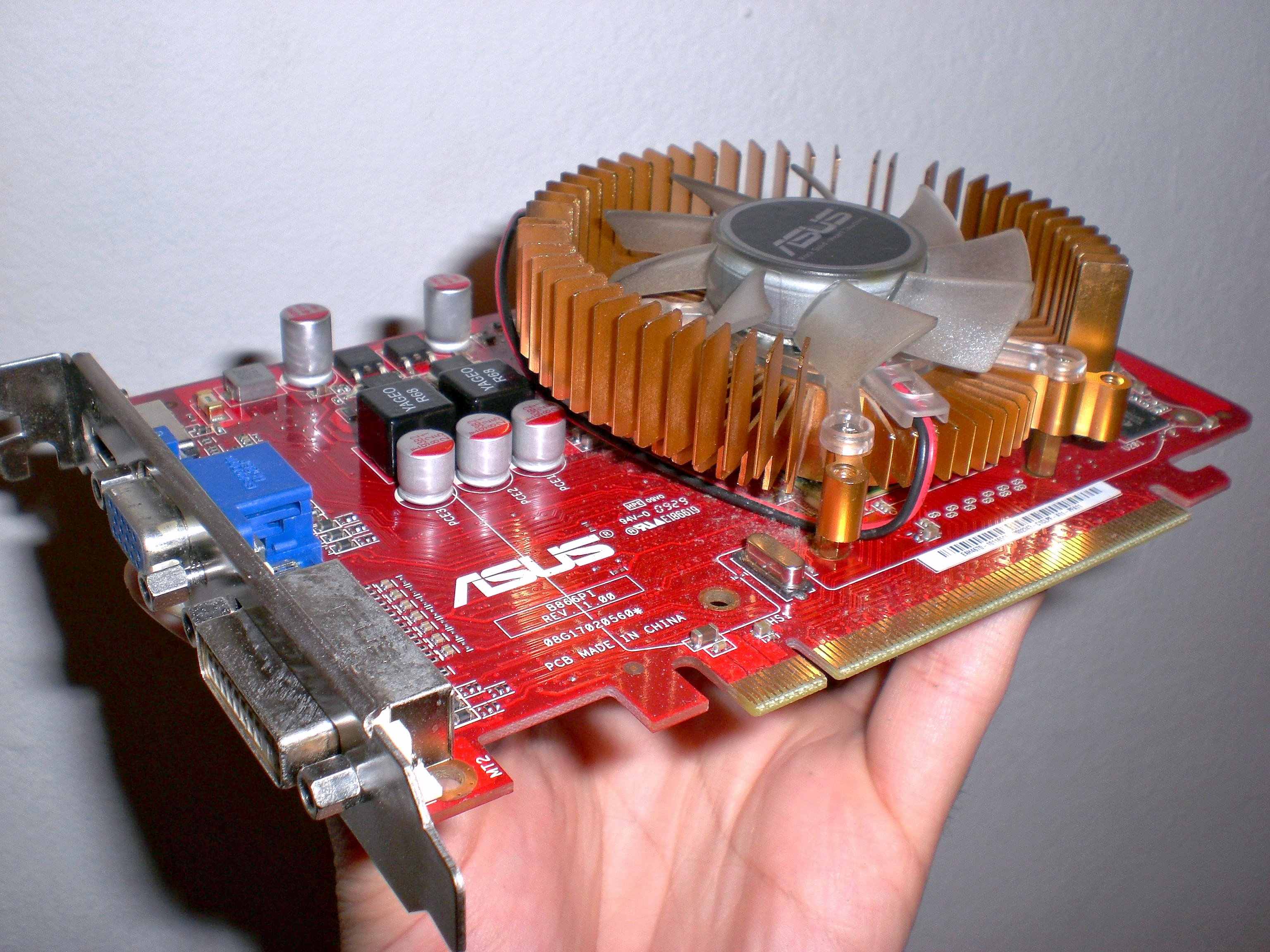
Targeta Gràfica PCI-Express

Una targeta, carta o placa gràfica, de vídeo o acceleradora de grafismes o encara, un adaptador de pantalla és una targeta d'expansió per a un ordinador, encarregada de processar les dades provinents de la unitat central de processament i transformar-les en informació comprensible i representable en un dispositiu de sortida, com un monitor o televisor. La targeta gràfica és un element habitual en quasi tots els ordinadors per raó de les febles prestacions que ofereixen els adaptadors gràfics integrats a la plaça de base. Les més comunes són les disponibles per als ordinadors compatibles amb l'IBM PC, a causa de la seva enorme popularitat, però d'altres arquitectures també fan ús d'aquest tipus de dispositius. És usual que s'utilitzi el mateix terme tant a les habituals targetes dedicades i separades com a les GPU integrades en la placa base. Algunes targetes gràfiques han ofert funcionalitats afegides com captura de vídeo, sintonització de TV, descodificació MPEG-2
i MPEG-4 o fins i tot connectors Firewire, de ratolí, llapis òptic o palanca de control.
Les targetes gràfiques no són domini exclusiu dels PC; van comptar o compten amb elles dispositius com els Commodore Amiga (connectades mitjançant les ranures Zorro II i Zorro III), Apple II, Apple Macintosh, Spectravideo SVI-328, equips MSX i, per descomptat, en les videoconsoles modernes, com la Switch, la Playstation 5 o la Xbox Series X.

## Història

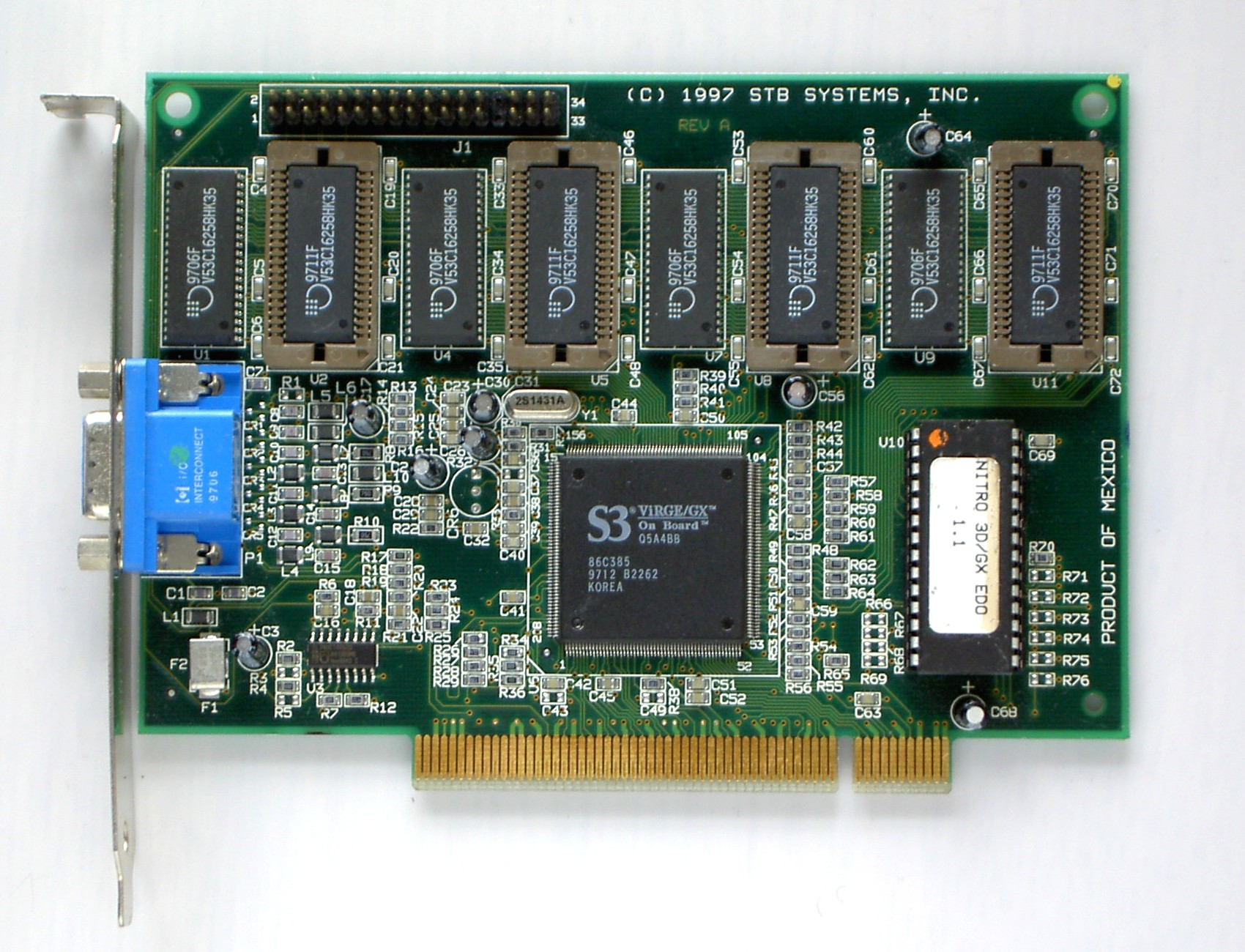
PCI S3 ViRGE

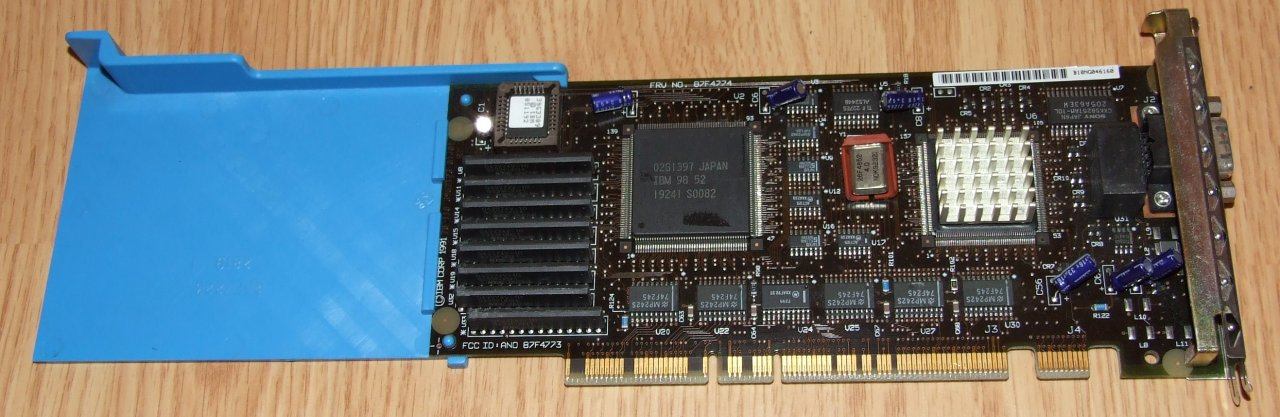
IBM XGA-2 MCA

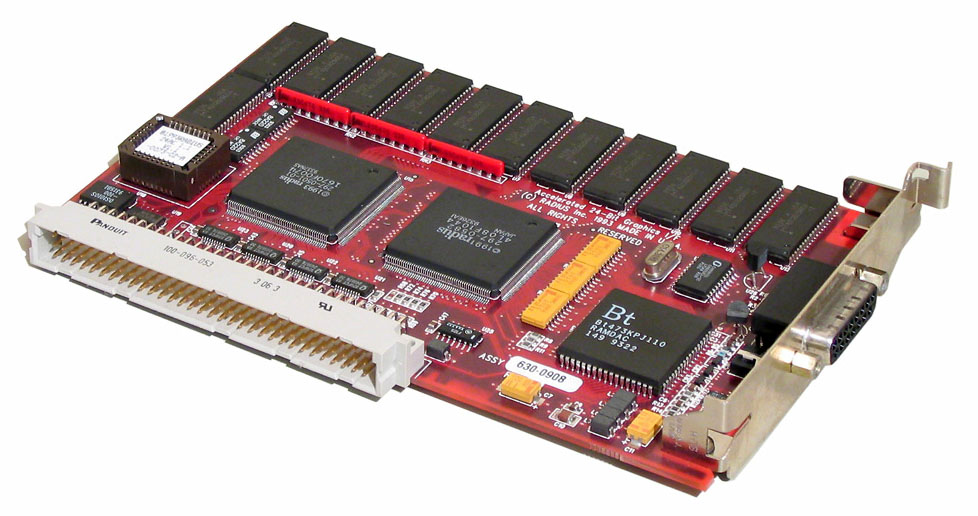
Apple Display Card 24AC NuBus

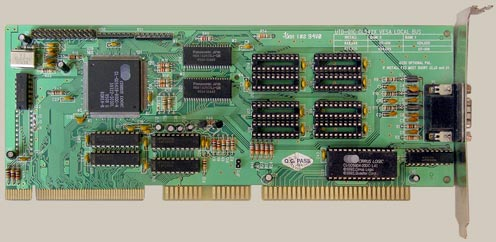
Cirrus Logic VESA

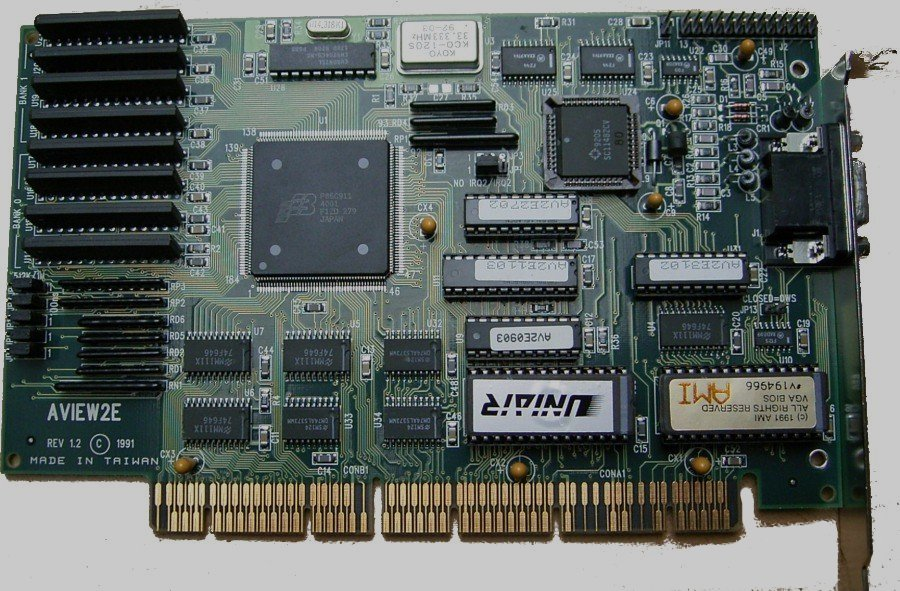
AVIEW2E EISA

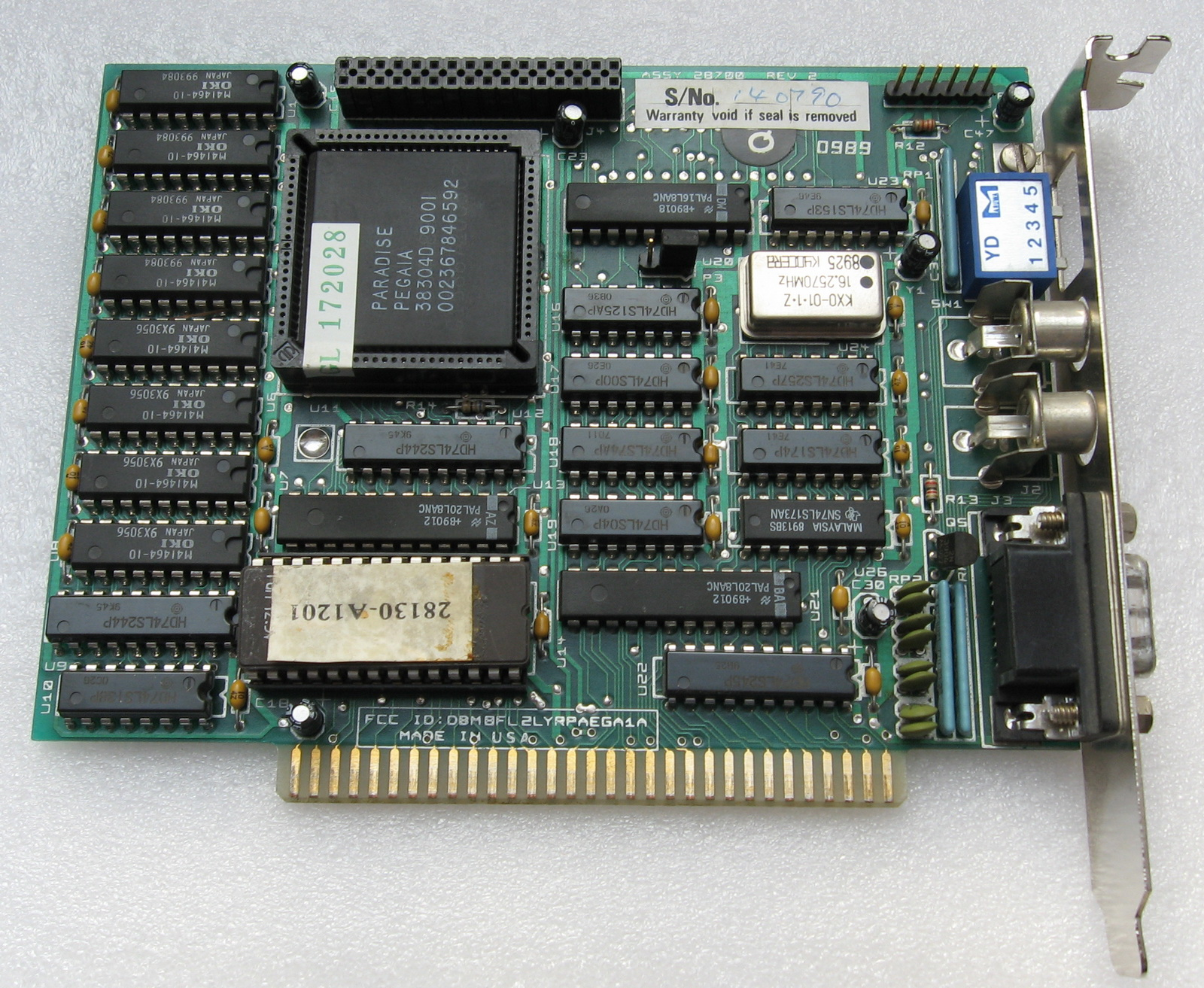
Enhanced Graphics Adapter Paradise Bus ISA

La història de les targetes gràfiques comença a finals de la dècada del 1960, quan es passa d'usar impressores com a element de visualització a utilitzar monitors. Les primeres targetes només eren capaces de visualitzar text a 40x25 o 80x25, però l'aparició dels primers xips gràfics com el Motorola 6845 permeten començar a dotar els equips basats en bus S-100 o Eurocard de capacitats gràfiques. Juntament amb les targetes que afegien un modulador de televisió van ser les primeres a rebre el terme targeta de vídeo.
L'èxit de l'ordinador domèstic i les primeres videoconsoles fan que per abaratiment de costos (principalment són dissenys tancats), aquests xips vagin integrats en la placa base. Fins i tot en els equips que ja venen amb un xip gràfic es comercialitzen targetes de 80 columnes, que afegien un mode de text de 80x24 o 80x25 caràcters, principalment per executar softCP/M (com les dels Apple II i Spectravideo SVI-328).
Curiosament, la targeta de vídeo que ve amb l'IBM PC, que amb el seu disseny obert herència dels Apple II popularitzarà el concepte de targeta gràfica intercanviable, és una targeta de només text. La Monochrome Display Adapter (MDA), desenvolupada per IBM el 1981, treballava en mode text i era capaç de representar 25 línies de 80 caràcters en pantalla. Comptava amb una memòria VRAM de 4KB, de manera que només podia treballar amb una pàgina de memòria. S'usava amb monitors monocroms, de tonalitat normalment verda.
A partir d'aquí es van succeir diverses controladores per a gràfics, resumides en la taula adjunta.
|          | Any  | Mode text | Mode gràfics | Colors | Memòria |
| -------- | ---- | --------- | ------------ | ------ | ------- |
| MDA      | 1981 | 80*25     | -            | 1      | 4 KiB   |
| CGA      | 1981 | 80*25     | 640*200      | 4      | 16 KiB  |
| HGC      | 1982 | 80*25     | 720*348      | 1      | 64 KiB  |
| EGA      | 1984 | 80*25     | 640*350      | 16     | 256 KiB |
| IBM 8514 | 1987 | 80*25     | 1024*768     | 256    | -       |
| MCGA     | 1987 | 80*25     | 320*200      | 256    | -       |
| VGA      | 1987 | 720*400   | 640*480      | 256    | 256 KiB |
| SVGA     | 1989 | 80*25     | 1024*768     | 256    | 1 MiB   |
| XGA      | 1990 | 80*25     | 1024*768     | 65K    | 2 MiB   |

VGA va tenir una acceptació massiva, el que va portar a companyies com ATI, Cirrus Logic i S3 Graphics, a treballar sobre aquesta targeta per millorar la resolució i el nombre de colors. Així va néixer l'estàndard SVGA (Super VGA). Amb aquest estàndard es van aconseguir els 2 MB de memòria VRAM, així com resolucions de 1024 x 768 píxels a 256 colors.
La competència dels PC, Commodore Amiga 2000 i Apple Macintosh van reservar, en canvi, aquesta possibilitat a ampliacions professionals, integrant gairebé sempre la GPU (que batia en potència amb total tranquil·litat a les targetes gràfiques dels PC del moment) en les seves plaques base. Aquesta situació es perpetua fins a l'aparició del Bus PCI, que situa a les targetes de PC al nivell dels busos interns dels seus competidors, en eliminar el coll d'ampolla que representava el Bus ISA. Encara que sempre per sota en eficàcia (amb la mateixa GPU S3 VERGE, el que en un PC és una targeta gràfica avançada esdevé accelerador 3D professional en els Commodore Amiga amb ranura Zorro III), la fabricació massiva (que abarateix substancialment els costos) i l'adopció per altres plataformes del Bus PCI fa que els xips gràfics VGA comencin a sortir del mercat del PC.
L'evolució de les targetes gràfiques va fer un gir important el 1995 amb l'aparició de les primeres targetes 2D/3D, fabricades per Matrox, Creative, S3 i ATI, entre d'altres. Aquestes targetes complien l'estàndard SVGA, però incorporaven funcions 3D. El 1997, 3dfx va llançar el xip gràfic Voodoo, amb una gran potència de càlcul, així com nous efectes 3D (Mip Mapping, Z-Buffer ing, Antialiasing…). A partir d'aquest punt, se succeeixen una sèrie de llançaments de targetes gràfiques com Voodoo2 de 3dfx, TNT i TNT2 de NVIDIA. La potència assolida per aquestes targetes va ser tal, que el port PCI on es connectaven va fer curt d'amplada de banda. Intel va desenvolupar el port AGP (Accelerated Graphics Port) que solucionaria els colls d'ampolla que començaven a aparèixer entre el processador i la targeta. Des de 1999 fins al 2002, NVIDIA va dominar el mercat de les targetes gràfiques (comprant fins i tot la majoria de béns de 3dfx) amb la seva gamma GeForce. En aquest període, les millores es van orientar cap al camp dels algorismes 3D i la velocitat dels processadors gràfics. No obstant això, les memòries també necessitaven millorar la seva velocitat, de manera que es van incorporar les memòries DDR a les targetes gràfiques. Les capacitats de memòria de vídeo en l'època passen dels 32 MB de GeForce, fins als 64 i 128 MB de GeForce 4.
La majoria de videoconsoles de sisena generació i successius utilitzen xips gràfics derivats dels més potents acceleradors 3D del seu moment. Els Apple Macintosh incorporen xips de NVIDIA i ATI des del primer iMac, i els models PowerPC amb bus PCI o AGP poden usar targetes gràfiques de PC amb BIOS no dependents de CPU. El 2006 i en endavant, NVIDIA i ATI (aquest mateix any comprada per AMD) es repartien el lideratge del mercat amb les seves sèries de xips gràfics GeForce i Radeon, respectivament.

## Components

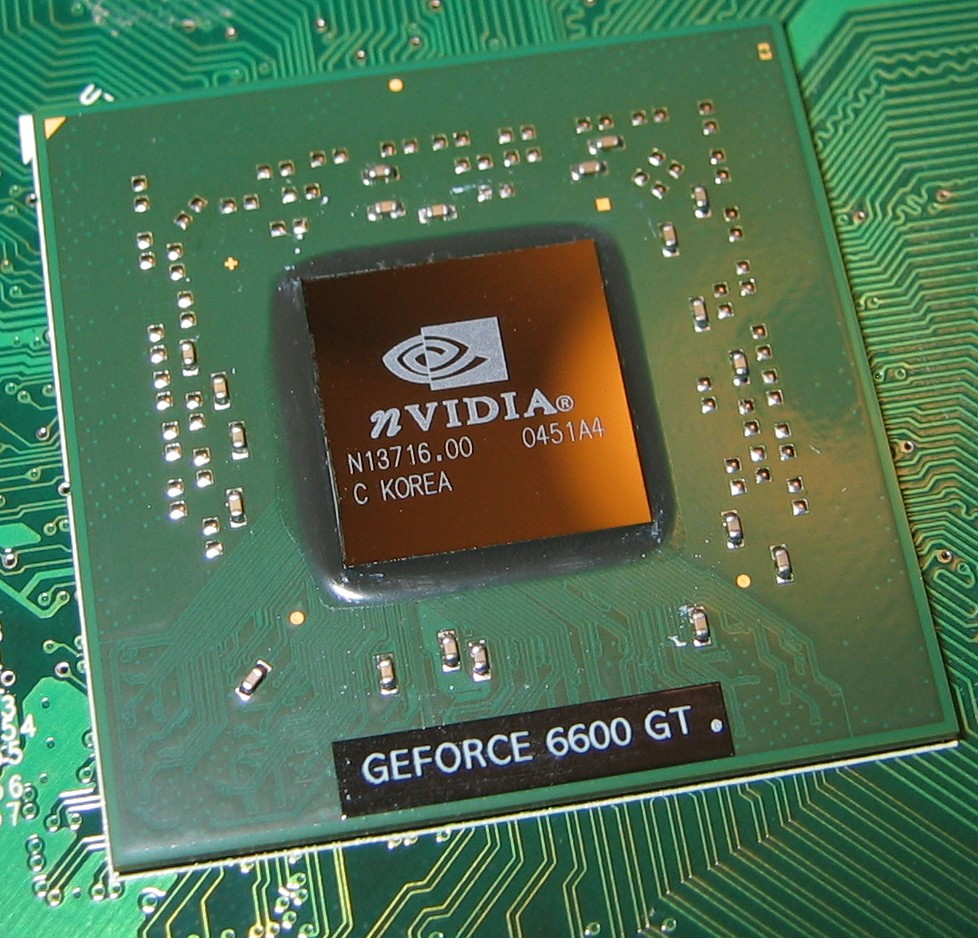
Una unitat de processament gràfic.

### GPU
La GPU —acrònim de «graphics processing unit», que significa «unitat de processament gràfic»— és un processador (com la CPU) dedicat al processament de gràfics, la seva raó de ser és alleugerir la càrrega de treball del processador central i, per això, està optimitzada per al càlcul en coma flotant, predominant en les funcions 3D. La major part de la informació oferta en l'especificació d'una targeta gràfica es refereix a les característiques de la GPU, ja que constitueix la part més rellevant de la targeta gràfica, així com la principal determinant del rendiment. Tres de les més importants d'aquestes característiques són la freqüència de rellotge del nucli, que en l'actualitat oscil·la entre 500 MHz en les targetes de gamma baixa i 850 MHz en les de gamma alta, el nombre de processadors shaders i el nombre de pipelines (vertex i fragment shaders), encarregades de traduir una imatge 3D composta per vèrtexs i línies en una imatge 2D composta per píxels. Elements generals d'una GPU:
- Shaders: És element més notable de potència d'una GPU, aquests shaders unificats reben el nom de nuclis CUDA en el cas de NVIDIA i Processadors Stream en el cas d'AMD. Són una evolució natural dels antics pixel shader (encarregats de la rasterització de textures) i vertex shader (encarregats de la geometria dels objectes), els quals anteriorment actuaven de forma independent. Els shaders unificats són capaços d'actuar tant de vertex shader com de píxel shader segons la demanda, van aparèixer el 2007 amb els xips G90 de nvidia (Sèries 8000) i els xips R600 per AMD (Series HD 2000), antiga ATi, incrementant la potència dràsticament respecte a les seves famílies anteriors.

- ROP: S'encarreguen de representar les dades processades per la GPU a la pantalla, a més també és l'encarregat dels filtres com l'antialiàsing.

### Memòria gràfica d'accés aleatori
Són xips de memòria que emmagatzemen i transporten informació entre si, no són determinants en el rendiment màxim de la targeta gràfica, però bé unes especificacions reduïdes poden limitar la potència de la GPU. N'hi ha de dos tipus, dedicada, quan la targeta gràfica o la GPU disposa exclusivament per a si aquestes memòries, aquesta manera és la més eficient i la que millors resultats dona, i compartida quan s'utilitza memòria en detriment de la memòria RAM, aquesta memòria és molt més lenta que la dedicada i, per tant, rendeix molt pitjor, és recurrent en campanyes de màrqueting amb missatges tipus Targeta gràfica de "Fins #MB" per enganyar al consumidor fent-li creure que la potència d'aquesta targeta gràfica resideix en la seva quantitat de memòria.
Les característiques de memòria gràfica d'una targeta gràfica s'expressen en 3 característiques:
- Capacitat: La capacitat de la memòria determina el nombre màxim de dades i textures processades, una capacitat insuficient es tradueix en un retard a espera que es buidin aquestes dades. No obstant això, és un valor molt sobrevalorat com a estratègia recurrent de màrqueting per enganyar al consumidor, tractant de fer creure que el rendiment d'una targeta gràfica es mesura per la capacitat de la seva memòria, com és aquesta tendència, que molts assembladors s'emboteixen ingents quantitats de memòria amb GPU incompatibles amb aquesta capacitat, resultant una pèrdua notable de la velocitat d'aquestes memòries, donant com a resultat una targeta gràfica molt més lenta que la que conté una memòria molt més petita i suficient al sector al qual pertanyerà la targeta gràfica i recomanat pel fabricant. Es mesura en octets.
- Interfície de memòria: També anomenada bus de dades, és la multiplicació resultant del d'ample de bits de cada xip pel seu nombre d'unitats. És una característica important i determinant, al costat de la velocitat de la memòria, a la quantitat de dades que pot transferir en un temps determinat, denominat amplada de banda. Una analogia a l'amplada de banda es podria associar a l'amplada d'una autopista o carrils i al nombre de vehicles que podrien circular al mateix temps. La interfície de memòria es mesura en bits.
- Velocitat de memòria: És la velocitat a la qual les memòries poden transportar les dades processades, per la qual cosa és complement a la interfície de memòria per determinar l'amplada de banda total de dades en un temps determinat. Continuant l'analogia de la circulació dels vehicles de l'autopista, la velocitat de memòria es traduiria en la velocitat màxima de circulació dels vehicles, donant resultat a un major transport de mercaderia en un mateix període. La velocitat de les memòries es mesura en hertzs (la seva freqüència efectiva) i es van dissenyant tecnologies amb més velocitat, es destaquen les adjuntes en la següent taula:

| Tecnologia | Freqüència efectiva (MHz) | Amplada de banda (GB/s) |
| ---------- | ------------------------- | ----------------------- |
| GDDR       | 166-950                   | 1,2-30,4                |
| GDDR2      | 533 - 1000                | 8,5-16                  |
| GDDR3      | 700 - 1700                | 5,6-54,4                |
| GDDR4      | 1600 - 1800               | 64-86,4                 |
| GDDR5      | 3200 - 7000               | 24-448                  |

- Amplada de banda: És la taxa de dades que poden transportar en una unitat de temps. Una amplada de banda insuficient es tradueix en un important limitador de potència de la GPU. Habitualment es mesura en gigabytes per segon (GB/s).

La seva fórmula general és el quocient del producte de la interfície de memòria (expressada en bits) per la freqüència efectiva de les memòries (expressada en gigahertzs), entre 8 per convertir bits a bytes.
{\displaystyle \mathrm {ADB(GB/s)} ={\frac {\mathrm {Bus(bits)} *\mathrm {Velocitat(GHz)} }{8}}}
Per exemple, tenim una targeta gràfica amb 256 bits d'interfície de memòria i 4200 MHz de freqüència efectiva i necessitem trobar la seva amplada de banda:
{\displaystyle \mathrm {ADB} ={\frac {256*4,2}{8}}=134,4\mathrm {GB/s} }
Una part important de la memòria d'un adaptador de vídeo és el Z-Buffer, encarregat de gestionar les coordenades de profunditat de les imatges en els gràfics 3D.

### RAMDAC
El RAMDAC és un convertidor de senyal digital a senyal analògic de memòria RAM. S'encarrega de transformar els senyals digitals produïts en l'ordinador en un senyal analògic que sigui interpretable pel monitor. Segons el nombre de bits que manegi alhora i la velocitat amb què ho faci, el convertidor serà capaç de donar suport a diferents velocitats de refresc del monitor (es recomana treballar a partir de 75 Hz, i mai inferior a 60). Donada la creixent popularitat dels monitors de senyal digital, el RAMDAC està quedant obsolet, ja que no és necessària la conversió analògica si bé és cert que molts conserven connexió VGA per compatibilitat.

#### Espai que ocupen les textures emmagatzemades
L'espai que ocupa una imatge representada al monitor ve donada en funció de la seva resolució de pantalla i la seva profunditat de color, és a dir, una imatge sense comprimir en format estàndard Full HD amb 1920x1080 píxels i 32 bits de profunditat de color ocuparia 66.355.200 bits, és a dir, 8,294 MiB.

### Sortides

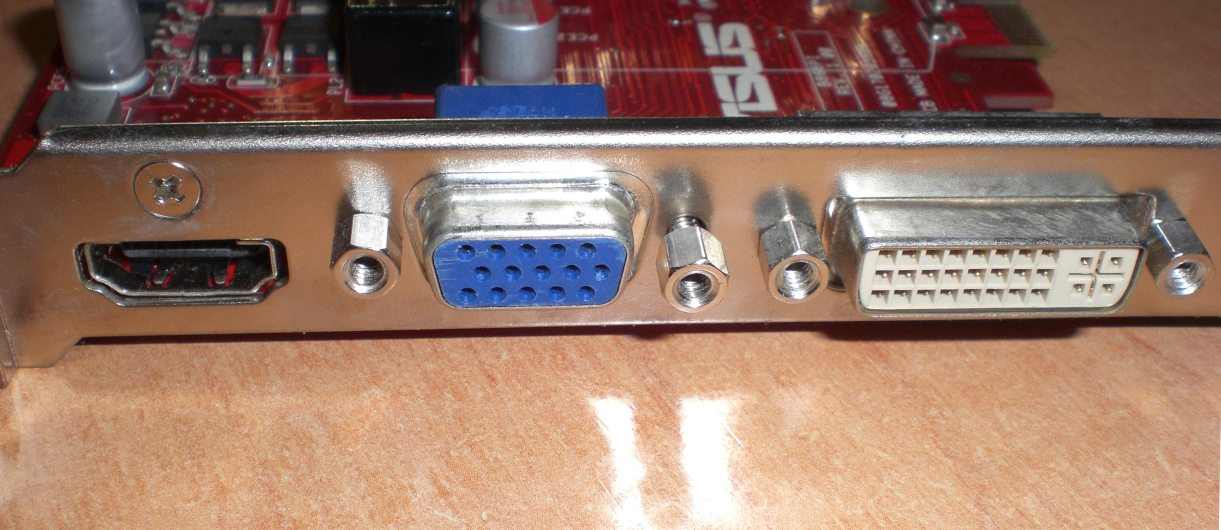
Sortides HDMI, D-Sub 15 i DVI d'una targeta gràfica

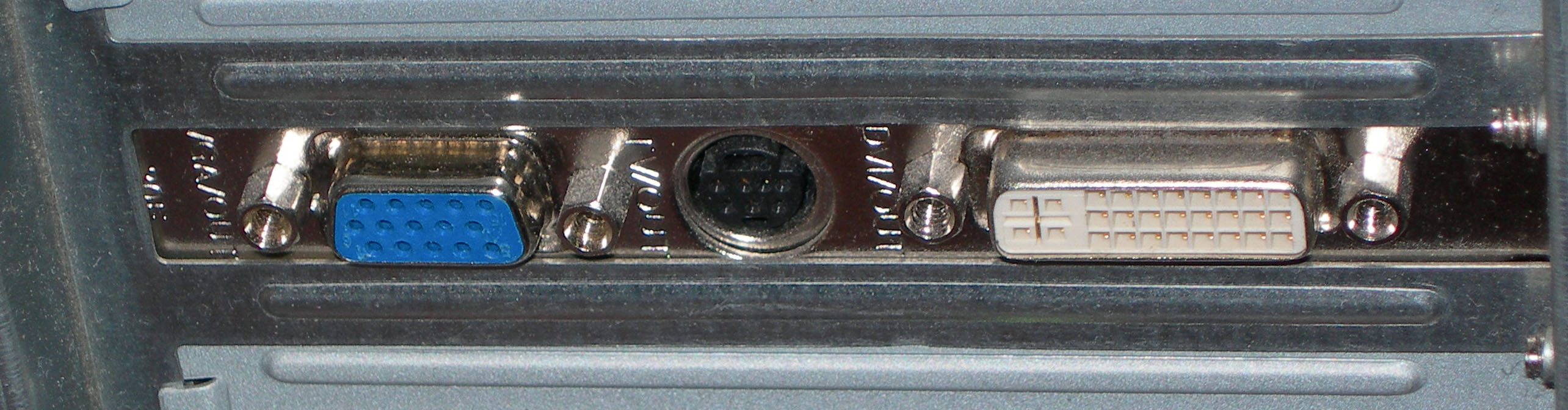
Sortides SVGA, S-Video i DVI d'una targeta gràfica

Els sistemes de connexió més habituals entre la targeta gràfica i el dispositiu visualitzador (com un monitor o un televisor) són:
- SVGA/Dsub-15: Estàndard analògic de la dècada del 1990; dissenyat per a dispositius CRT, sofreix de soroll elèctric i distorsió per la conversió de digital a analògic i l'error de mostreig en avaluar els píxels a enviar al monitor. Es connecta mitjançant pins. La seva utilització continua molt estesa avui dia, encara que clarament mostra una reducció enfront del DVI en els últims anys.
- DVI: Substitut de l'anterior, però digital, va ser dissenyat per obtenir la màxima qualitat de visualització en les pantalles digitals o projectors. Es connecta mitjançant pins. Evita la distorsió i el soroll en correspondre directament un píxel a representar amb un del monitor en la resolució nativa d'aquest. Cada vegada més adoptat, encara que competeix amb l'HDMI, ja que el DVI no és capaç de transmetre àudio.
- HDMI: Tecnologia propietària transmissora d'àudio i vídeo digital d'alta definició xifrat sense compressió en un mateix cable. Es connecta mitjançant patilles de contacte. No està pensat inicialment per a monitors, sinó per a Televisions, per això no apaga la pantalla quan deixa de rebre senyal i s'ha de fer manualment en cas de monitors.

Altres no tan esteses per un ús minoritari, no implementades o obsoletes són:
- DisplayPort: Port per a targetes gràfiques creat per VESA i rival del HDMI, transfereix vídeo a alta resolució i àudio. Els seus avantatges són que està lliure de patents i, per tant, de regalies per incorporar als aparells, també disposa d'unes pestanyes per ancorar el connector impedint que es desconnecti el cable accidentalment. Cada vegada més targetes gràfiques van adoptant aquest sistema, encara que avui dia, segueix sent el seu ús minoritari, hi ha una versió reduïda d'aquest connector anomenada Mini DisplayPort, molt usada per a targetes gràfiques amb multitud de sortides simultànies, com poden ser 5.
- S-Video: implementat sobretot en targetes amb sintonitzador TV i/o xips amb suport de vídeo NTSC/PAL, simplement s'està quedant obsolet.
- Vídeo Compost: analògic de molt baixa resolució mitjançant connector RCA. Completament en desús per a targetes gràfiques, encara que segueix sent utilitzat per a TV.
- Vídeo per components: Sistema analògic de transmissió de vídeo d'alta definició, utilitzat també per a projectors, de qualitat comparable a la d'SVGA, disposa de tres clavilles (I, Cb i Cr). Anteriorment utilitzat en PC i estacions de treball de gamma alta, ha quedat relegat a TV i videoconsoles.
- DA-15 connector RGB utilitzat majoritàriament en els antics Apple Macintosh. Completament en desús.
- Digital TTL DE-9: utilitzat per les primitives targetes d'IBM (MDA, CGA i variants, Enhanced Graphics Adapter  i molt comptades VGA). Completament obsolet.

### Interfícies amb la placa base
| Bus          | Amplada (bits) | Freqüència (MHz) | Amplada de banda (MB/s) | Port      |
| ------------ | -------------- | ---------------- | ----------------------- | --------- |
| ISA XT       | 8              | 4,77             | 8                       | Paral·lel |
| ISA AT       | 16             | 8,33             | 16                      | Paral·lel |
| MCA          | 32             | 10               | 20                      | Paral·lel |
| EISA         | 32             | 8,33             | 32                      | Paral·lel |
| VESA         | 32             | 40               | 160                     | Paral·lel |
| PCI          | 32-64          | 33-100           | 132-800                 | Paral·lel |
| AGP 1x       | 32             | 66               | 264                     | Paral·lel |
| AGP 2x       | 32             | 133              | 528                     | Paral·lel |
| AGP 4x       | 32             | 266              | 1000                    | Paral·lel |
| AGP 8x       | 32             | 533              | 2000                    | Paral·lel |
| PCIe x1      | 1 * 32         | 25/50            | 100/200                 | Sèrie     |
| PCIe x4      | 1 * 32         | 25/50            | 400/800                 | Sèrie     |
| PCIe x8      | 1 * 32         | 25/50            | 800/1600                | Sèrie     |
| PCIe x16     | 1 * 32         | 25/50            | 1600/3200               | Sèrie     |
| PCIe x16 2.0 | 1 * 32         | 25/50            | 3200/6400               | Sèrie     |

En ordre cronològic, els sistemes de connexió entre la targeta gràfica i la placa base han estat, principalment:
- Slot MSX: bus de 8 bits usat en els equips MSX.
- ISA: arquitectura de bus de 16 bits a 8 MHz, dominant durant la dècada del 1980, va ser creada el 1981 per als IBM PC.
- Zorro II usat en els Commodore Amiga 2000 i Commodore Amiga 1500.
- Zorro III usat en els Commodore Amiga 3000 i Commodore Amiga 4000.
- NuBus usat en els Apple Macintosh.
- Processor Direct Slot usat en els Apple Macintosh.
- MCA: intent de substitució el 1987 de l'ISA per IBM. Disposava de 32 bits i una velocitat de 10 MHz, però era incompatible amb els anteriors.
- EISA: resposta el 1988 de la competència d'IBM, de 32 bits, 8.33 MHz i compatible amb les plaques anteriors.
- VESA: extensió de ISA que solucionava la restricció dels 16 bits, duplicant la grandària de bus i amb una velocitat de 33 MHz.
- PCI: bus que va desplaçar als anteriors a partir de 1993, amb una grandària de 32 bits i una velocitat de 33 MHz, permetia una configuració dinàmica dels dispositius connectats sense necessitat d'ajustar manualment els jumpers. PCI-X va ser una versió que va augmentar la grandària del bus fins a 64 bits i va augmentar la seva velocitat fins als 133 MHz.
- AGP: bus dedicat, de 32 bits com PCI, el 1997 la versió inicial incrementava la velocitat fins als 66 MHz.
- PCIe: interfície sèrie que des de 2004 va començar a competir contra AGP, arribant a doblar el 2006 l'amplada de banda d'aquell. Pateix de constants revisions multiplicant la seva amplada de banda, ja hi ha la versió 2.0 i aviat, la 3.0. No s'ha de confondre amb PCI-X, versió de PCI.

A la taula adjunta es mostren les característiques més rellevants d'algunes d'aquestes interfícies.

### Dispositius refrigerants

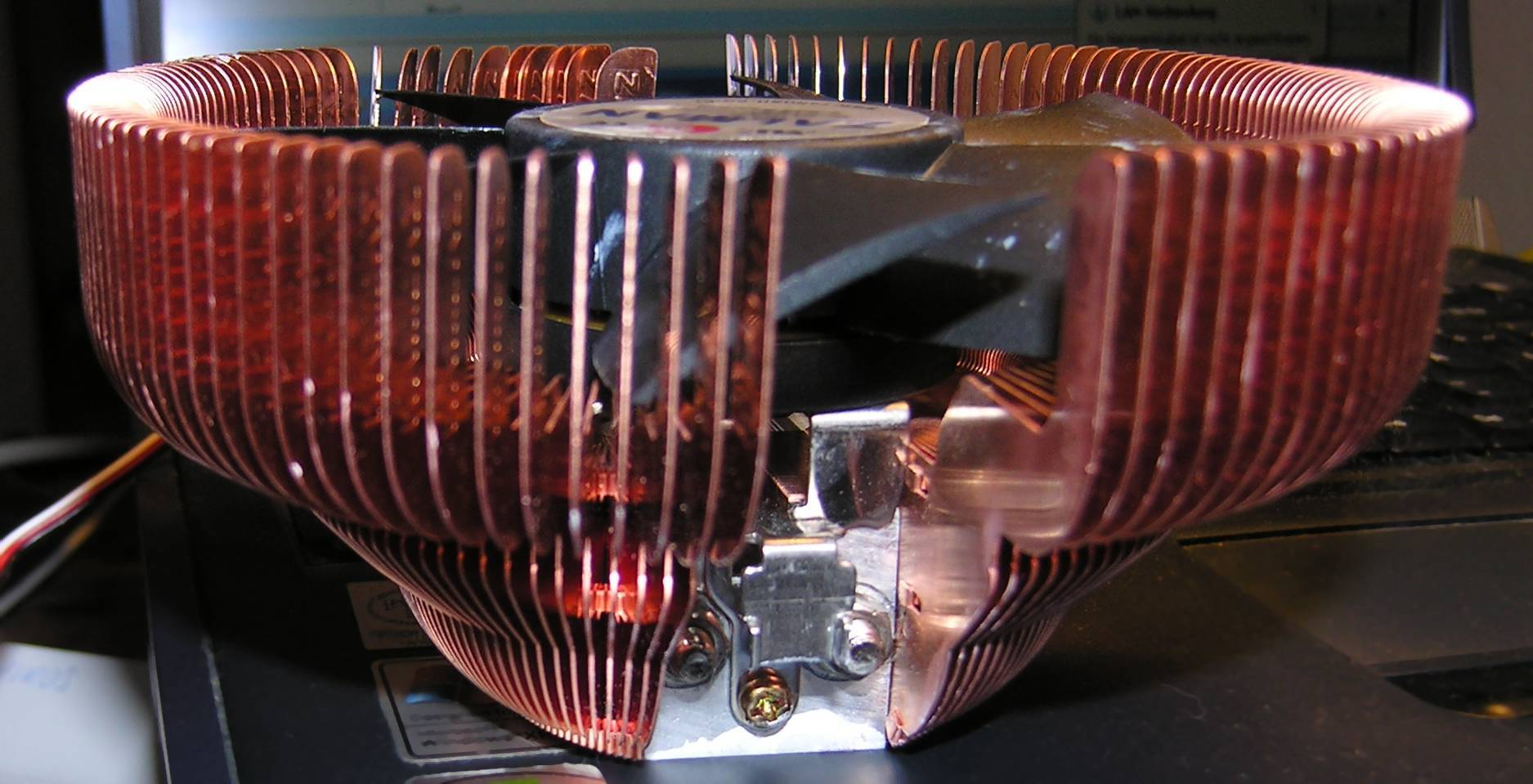
Conjunt de dissipador i ventilador.

A causa de les càrregues de treball a les que són sotmeses, les targetes gràfiques assoleixen temperatures molt altes. Si no és tingut en compte, la calor generada pot fer fallar, bloquejar o fins i tot avariar el dispositiu. Per evitar-ho, s'incorporen dispositius refrigerants que eliminin la calor excessiva de la targeta. Es distingeixen dos tipus:
- Dissipador: dispositiu passiu (sense parts mòbils i, per tant, silenciós); compost d'un metall molt conductor de la calor, extreu est de la targeta. La seva eficiència va en funció de l'estructura i la superfície total, de manera que a major demanda de refrigeració, major ha de ser la superfície del dissipador.
- Ventilador: dispositiu actiu (amb parts mòbils); allunya la calor emanada de la targeta en moure l'aire proper. És menys eficient que un dissipador, sempre que ens referim al ventilador només, i produeix soroll en tenir parts mòbils.

Encara que diferents, ambdós tipus de dispositiu són compatibles entre si i solen ser muntats junts en les targetes gràfiques, un dissipador sobre la GPU (el component que més calor genera a la targeta, i en moltes ocasions, de tot el PC) extreu la calor, i un ventilador sobre ell allunya l'aire calent del conjunt.

### Alimentació
Fins ara l'alimentació elèctrica de les targetes gràfiques no havia suposat un gran problema, però, la tendència actual de les noves targetes és consumir cada vegada més energia. Encara que les fonts d'alimentació són cada dia més potents, la insuficiència energètica es troba a la que pot proporcionar el port PCIe que només és capaç d'aportar una potència per si sol de 75 W. Per aquest motiu, les targetes gràfiques amb un consum superior al que pot subministrar PCIe inclouen un connector (PCIe power connector) que permet una connexió directa entre la font d'alimentació i la targeta, sense haver de passar per la placa base, i, per tant, pel port PCIe.
Tot i això, es pronostica que d'aquí poc temps les targetes gràfiques podrien necessitar una font d'alimentació pròpia, convertint aquest conjunt en dispositius externs.

## Tipus antics de targetes gràfiques

### Targeta MDA
"Monochrome Display Adapter" o Adaptador monocrom. Va ser llançada per IBM com una memòria de 4 KiB de manera exclusiva per a monitors TTL (que representaven els clàssics caràcters en ambre o verd). No disposava de gràfics i la seva única resolució era la presentada en mode text (80x25) en caràcters de 14x9 punts, sense cap possibilitat de configuració.
Bàsicament, aquesta targeta usa el controlador de vídeo per llegir de la ROM la matriu de punts que es desitja visualitzar i s'envia al monitor com informació sèrie. No ha de sorprendre la manca de processament gràfic, ja que, en aquests primers PC no existien aplicacions que realment poguessin aprofitar un bon sistema de vídeo. Pràcticament, tot es limitava a informació en mode text. Aquest tipus de targeta s'identifica ràpidament, pel fet que inclou (o incloïa en el seu moment) un port de comunicació per a la impressora.

### Targeta CGA
"Color Graphics Array" o "Color graphics adapter" segons el text al qual es recorri. Apareix l'any 1981 també de la mà d'IBM i va ser molt estesa. Permetia matrius de caràcters de 8x8 punts en pantalles de 25 files i 80 columnes, encara que només usava 7x7 punts per representar els caràcters. Aquest detall li impossibilitava representar subratllats, de manera que els substituïa per diferents intensitats al caràcter en qüestió. En manera gràfica admetia resolucions de fins a 640x200. La memòria era de 16 KiB i només era compatible amb monitors RGB i Compostos. Tot i ser superior a la MDA, molts usuaris preferien aquesta última donat que la distància entre punts de la reixeta de potencial en els monitors CGA era més gran. El tractament del color, per descomptat de manera digital, es realitzava amb tres bits i un més per a intensitats. Així era possible aconseguir 8 colors amb dues intensitats cadascun, és a dir, un total de 16 tonalitats diferents però no reproduïbles en totes les resolucions tal com es mostra en el quadre adjunt.
Aquesta targeta tenia un error bastant habitual i era el conegut com "snow". Aquest problema era de caràcter aleatori i consistia en l'aparició de "neu" a la pantalla (punts brillants i intermitents que distorsionaven la imatge). Tant era així que algunes BIOS de l'època incloïen en el seu SETUP l'opció d'eliminació de neu ("No snow").

### Targeta HGC
"Hercules Graphics Card" o més popularment coneguda com a Hèrcules (nom de l'empresa productora), apareix l'any 1982, amb gran èxit convertint-se en un estàndard de vídeo tot i no disposar del suport de les rutines de la BIOS per part d'IBM. La seva resolució era de 720x348 punts en monocrom amb 64 KiB de memòria. Com que no té color, l'única missió de la memòria és la de referenciar cadascun dels punts de la pantalla usant 30,58 KiB per al mode gràfic (1 bit x 720 x 348) i la resta per la manera text i altres funcions. Les lectures es realitzaven a una freqüència de 50 HZ, gestionades pel controlador de vídeo 6845. Els caràcters es dibuixaven en matrius de 14x9 punts.

## Dissenyadors, Fabricants i assembladors
|                          | Dissenyadors de GPU | Dissenyadors de GPU |
| ATi/AMD                  | nVIDIA              |                     |
| ------------------------ | ------------------- | ------------------- |
| Assembladors de Targetes | GECUBE              | POINT OF VIEW       |
| Assembladors de Targetes | CLUB3D              | CLUB3D              |
| Assembladors de Targetes | POWERCOLOR          | EVGA                |
| Assembladors de Targetes | MSI                 | MSI                 |
| Assembladors de Targetes | XFX                 | GAINWARD            |
| Assembladors de Targetes | ASUS                | ASUS                |
| Assembladors de Targetes | SAPPHIRE            | ZOTAC               |
| Assembladors de Targetes | GIGABYTE            | GIGABYTE            |
| Assembladors de Targetes | HIS                 | ECS ELITEGROUP      |
| Assembladors de Targetes | DIAMOND             | PNY                 |
| Assembladors de Targetes | HIS                 | Sparkle             |
| Assembladors de Targetes | -                   | GALAXY              |
| Assembladors de Targetes | -                   | Palit               |

Al mercat de les targetes gràfiques cal distingir tres tipus de fabricants:
- Dissenyadors de GPU: dissenyen i generen exclusivament la GPU. Els dos més importants són:
  - AMD, anteriorment coneguda com a ATi
  - NVIDIA
- GPU integrat en el chipset de la placa base: també destaca Intel a més dels abans esmentats nVIDIA i AMD.

Altres fabricants com Matrox o S3 Graphics tenen una quota de mercat molt reduïda.
Tots ells contracten i encarreguen a fabricants certes unitats de xips a partir d'un disseny.
- Fabricants de GPU: Són els que fabriquen i subministren les unitats extretes de les hòsties de xips als assembladors. TSMC i Global Foundities en són clars exemples.

- Assembladors: integren les GPU proporcionades pels fabricants amb la resta de la targeta, de disseny propi. Per aquest motiu targetes amb el mateix xip tinguin formes o connexions diferents o puguin donar lleugeres diferències de rendiments, especialment targetes gràfiques modificades o amb overclock de fàbrica.

A la taula adjunta es mostra una relació dels dos dissenyadors de xips i alguns dels assembladors de targetes amb els quals treballen.

## API per a gràfics
Per al desenvolupador, treballar amb una targeta gràfica és complicat, per això, van sorgir interfícies que abstreuen la complexitat i diversitat de les targetes gràfiques. Els dos més importants són:
- Direct3D: creada per Microsoft el 1996, forma part de la llibreria DirectX. Funciona només per Windows, ja que és privativa. Utilitzat per la majoria dels videojocs comercialitzats per a Windows.
- OpenGL: creada per Silicon Graphics a principis de la dècada del 1990, és gratuïta, lliure i multiplataforma. Utilitzada principalment en aplicacions de CAD, realitat virtual o simulació de vol.

## Efectes gràfics
Algunes de les tècniques o efectes habitualment empleats o generats mitjançant les targetes gràfiques poden ser:
- Antialiàsing: retoc per evitar l'aliàsing, efecte que apareix en representar corbes i rectes inclinades en un espai discret i finit com són els píxels del monitor.
- Shader: processament de píxels i vèrtexs per a efectes d'il·luminació, fenòmens naturals i superfícies amb diverses capes, entre d'altres.
- HDR: tècnica nova per representar l'ampli rang de nivells d'intensitat de les escenes reals (des de llum directa fins a ombres fosques). És una evolució de l'efecte Bloom, encara que a diferència d'aquest, no permet antialiàsing.
- Mapatge de textures: tècnica que afegeix detalls en les superfícies dels models, sense augmentar la complexitat d'aquests.
- Motion blur: efecte de gargotejat a causa de la velocitat d'un objecte en moviment.
- Depth blur: efecte de gargotejat adquirit per la llunyania d'un objecte.
- Reflex intern de les lents (o 'lens flare'): imitació dels centelleigs produïts per les fonts de llum sobre la lent de la càmera.
- Efecte Fresnel (reflex especular): reflexos sobre un material depenent de l'angle entre la superfície normal i la direcció d'observació. A major angle, més reflectant.
- Tessel·lat: Consisteix a multiplicar el nombre de polígons per representar certes figures geomètriques i no es vegin totalment planes. Aquesta característica va ser inclosa en l'API DirectX 11.

## Errors comuns
- Confondre a la GPU amb la targeta gràfica. Encara que molt important, no totes les GPU i adaptadors de gràfics van en targeta ni són l'únic determinant de la seva qualitat i rendiment. És a dir, les GPU si determinen el rendiment màxim de la targeta, però el seu rendiment pot ser capat per tenir altres elements que no estiguin a la seva altura, per exemple una amplada de banda petita.
- Considerar el terme targeta de vídeo o no lliure del PC i compatibles. Aquestes targetes s'usen en equips no PC i fins i tot sense processador Intel o AMD i els seus xips en una videoconsola.
- Confondre al fabricant de la GPU amb la marca de la targeta.
- Sortint del cercle de PC, per a altres dispositius com smartphones, la majoria de les GPU venen integrades en "System on Chip" al costat del processador i el controlador de memòria.